# گلیز ۴۱۲
گلیز ۴۱۲ یک ستاره است که در صورت فلکی خرس بزرگ قرار دارد.